# Peter Dommisch
Peter Dommisch (* 1. August 1934 in Berlin; † 4. Januar 1991 ebenda) war ein deutscher Schauspieler, Synchronsprecher und Hörspielsprecher.

## Leben
Peter Dommisch absolvierte von 1953 bis 1956 seine Schauspielausbildung an der Staatlichen Schauspielschule Berlin, heute Hochschule für Schauspielkunst „Ernst Busch“ Berlin, in Berlin-Schöneweide. Erste Theaterengagements hatte er am Theater Görlitz, am Theater Cottbus und am Hans Otto Theater in Potsdam.
Zur Spielzeit 1960/61 wurde er an das Deutsche Theater Berlin engagiert, wo er bis 1971 festes Ensemblemitglied war. Von 1971 bis 1977 spielte er an der Berliner Volksbühne. Von 1977 bis zu seinem Tod gehörte er nochmals zum Schauspielerensemble des Deutschen Theaters in Berlin. Zeitweise gastierte er immer wieder auch am Kabarett Die Distel, so in dem Kabarett-Programm Revue der Gekränkten (1966/1967). Als Theaterschauspieler interpretierte Dommisch ein breites Repertoire, das Stücke von William Shakespeare, die deutschen Autoren der Klassik und Romantik, das Theater der Jahrhundertwende, aber auch Stücke der Moderne, Theaterstücke von Bertolt Brecht und des zeitgenössischen Theaters umfasste.
Ab 1956 übernahm Peter Dommisch auch Rollen beim Film, Fernsehen und Rundfunk; häufig wurde er hierbei in komischen Rollen besetzt. Mehrfach wirkte er in den humoristischen Kurzfilmen aus der Stacheltier-Reihe mit. Bei der DEFA spielte er häufig in Märchenfilmen mit, so als Ritter in Das tapfere Schneiderlein (1956), als dümmlicher Nachbar in Das Zaubermännchen (1960) oder als Franz in Die goldene Gans (1964). In späteren Jahren zeigt er, unter der Regie von Michael Gwisdek in dem Filmdrama Treffen in Travers (1989) als Wirt Leonidas durch seine „zurückhaltende“ Darstellung eine beeindruckende schauspielerische Leistung. Im DDR-Fernsehen hatte er mehrfach Episodenrollen in den Krimiserien Blaulicht, so als Totschläger in der 4. Folge Kippentütchen (1960), Polizeiruf 110, u. a. als „berechnender Täter“ in der Polizeiruf-Episode Der Mann (1975), und Der Staatsanwalt hat das Wort (1975).
Dommisch war umfangreich als Hörspielsprecher tätig. In den 1970er und 1980er Jahren wirkte Dommisch bei der Schallplattenfirma Litera in mehreren Märchenhörspielen mit, die als Schallplatten erschienen. Er sprach unter anderem einen Ziegenbock in Das Katzenhaus (1977), den 2. Erzähler in Der Schweinehirt (1973), den 2. Diener in Die wilden Schwäne (1973), den Baron in König Drosselbart (1979), die Waldkrähe in Die Schneekönigin (1983) sowie den Sonnenwirt in Das kalte Herz (1986).

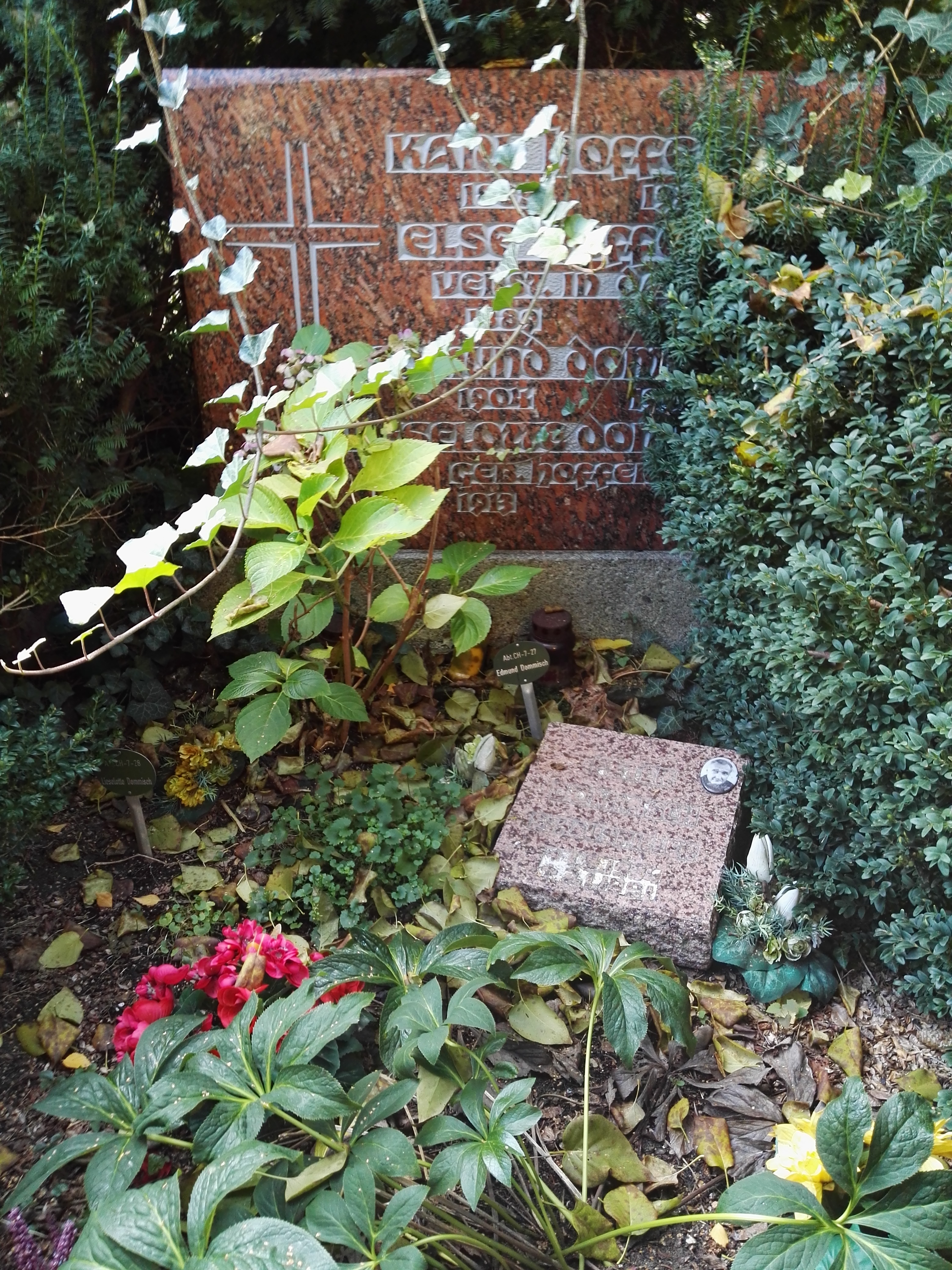
Grabstätte

Als Synchronsprecher erlangte er in der DDR vor allem durch die Olsenbande-Filme als Benny Frandsen (Morten Grunwald) große Bekanntheit. Daneben lieh er auch Jean Lefebvre, Hugh Latimer und Lubomír Kostelka seine Stimme. Aufgrund einer Erkrankung konnte er in seinen letzten Lebensjahren nicht mehr synchronisieren. Er gab seine Rolle als Laribum in der TV-Reihe Spielhaus an Ernst-Georg Schwill weiter, war aber noch im Hörspielstudio zu Gast (Der Wolkenstein, 1989).
Peter Dommisch starb am 4. Januar 1991 im Alter von 56 Jahren nach längerer Krankheit. Seine Grabstätte befindet sich auf dem Dorotheenstädtischen Friedhof in Berlin.

## Filmografie
- 1956: Das tapfere Schneiderlein
- 1956: Spielbankenaffäre
- 1957: Gejagt bis zum morgen
- 1958: Das Lied der Matrosen
- 1959: Bevor der Blitz einschlägt
- 1959: Maibowle
- 1959: Weimarer Pitaval: Der Fall Harry Domela (Fernsehreihe)
- 1959: Blaulicht: Zweimal gestorben (TV-Reihe)
- 1960: Blaulicht: Kippentütchen (TV-Reihe)
- 1960: Das Zaubermännchen
- 1960: Kein Ärger mit Cleopatra
- 1960: Einer von uns
- 1960: Papas neue Freundin (TV)
- 1960: Der Tote und sein General
- 1960: Vorübergehend geschlossen
- 1960: Immer am Weg dein Gesicht (TV)
- 1960: Silvesterpunsch
- 1961: Eine Handvoll Noten
- 1962: Auf der Sonnenseite
- 1962: Wohl dem, der lügt (Fernsehfilm)
- 1962: Geboren unter schwarzen Himmeln
- 1963: Verliebt und vorbestraft
- 1963: Karbid und Sauerampfer
- 1963: Christine
- 1963: Blaulicht: Heißes Geld (Doppelfolge) (TV-Reihe)
- 1963: Der andere neben dir
- 1963: Königin der Tankstelle
- 1963: Liebe braucht keine PS
- 1964: Viel Lärm um nichts
- 1964: Geliebte weiße Maus
- 1964: Der fliegende Holländer
- 1964: Mir nach, Canaillen!
- 1964: Pension Boulanka
- 1964: Die goldene Gans
- 1965: Der Reserveheld
- 1965: Köpfchen Kamerad
- 1966: Columbus 64 (TV)
- 1966: Geheimkommando. 1. Geheimkommando Bumerang
- 1966: Pitaval des Kaiserreiches: Die Ermordung des Rittmeisters von Krosigk
- 1966: Blaulicht – Folge 26: Maskenball
- 1966: Die Reise nach Sundevit
- 1967: Hochzeitsnacht im Regen
- 1967: Du altes Spreeathen
- 1968: Schüsse unterm Galgen
- 1968: Das siebente Jahr
- 1968: Zeit ist Glück
- 1969: Wie heiratet man einen König?
- 1969: Mit mir nicht, Madam!
- 1969: Seine Hoheit – Genosse Prinz
- 1970: Netzwerk
- 1970: Aus unserer Zeit (Episode 3 und 4)
- 1971: Anflug Alpha 1
- 1971: Die Verschworenen
- 1971: Husaren in Berlin
- 1971: Der Sonne Glut
- 1972: Hund über Bord
- 1973: Die Elixiere des Teufels
- 1973: Die sieben Affären der Doña Juanita (vierteiliger Fernsehfilm)
- 1973: Wenn die Tauben steigen (TV)
- 1974: Die Frauen der Wardins (Fernseh-Dreiteiler)
- 1975: Till Eulenspiegel
- 1975: Der Staatsanwalt hat das Wort: Geschiedene Leute (TV-Reihe)
- 1975: Polizeiruf 110: Der Mann (TV-Reihe)
- 1975: Polizeiruf 110: Das letzte Wochenende (TV-Reihe)
- 1977: Wer reißt denn gleich vor’m Teufel aus
- 1977: Polizeiruf 110: Vermißt wird Peter Schnok (TV-Reihe)
- 1977: Tambari
- 1977: Der gepuderte Mann im bunten Rock oder Musjöh lebt gefährlich
- 1977: Der rasende Roland
- 1978: Der Meisterdieb (1978) (TV)
- 1979: Die Gänsehirtin am Brunnen (TV)
- 1979: Polizeiruf 110: Am Abgrund (TV-Reihe)
- 1979: Lachtauben weinen nicht
- 1979: Hochzeit in Weltzow (Fernsehfilm)
- 1979: Plantagenstraße 19 (TV)
- 1980: Der Baulöwe
- 1980: Aber Doktor
- 1981: Ein Engel im Taxi
- 1982: Dein unbekannter Bruder
- 1982: Rächer, Retter und Rapiere (siebenteilige Fernsehserie der DDR)
- 1984: Mensch, Oma! (TV)
- 1985: Die Gänse von Bützow
- 1985: Gritta von Rattenzuhausbeiuns
- 1985: Die dritte Frau (Fernseh-Zweiteiler)
- 1987: Die Brummeisenprinzessin
- 1987: Maxe Baumann aus Berlin (TV)
- 1987: Tiere machen Leute (TV-Serie)
- 1987: Der Ausländer
- 1987: Wallenstein (Theateraufzeichnung)
- 1988: Der Eisenhans
- 1988: Der blaue Boll (Theateraufzeichnung)
- 1988: Zwei schräge Vögel
- 1989: Treffen in Travers
- 1990: Biologie!
- 1990: Letztes aus der Da Da eR
- 1990: Rückwärtslaufen kann ich auch
- 1990: Alter schützt vor Liebe nicht (Fernsehfilm)
- 1991: Trillertrine
- 1992: Karfunkel – Sendereihe mit Kindern aus aller Welt (TV-Serie)
- 1992: Miraculi

## Hörspiele
- 1961: Horst Girra: Feuersalamander (Jürgen) – Regie: Detlev Witte (Hörspiel – Rundfunk der DDR)
- 1963: Gerhard Rentzsch: Die Geschichte eines Mantels – Regie: Edgar Kaufmann (Hörspiel – Rundfunk der DDR)
- 1963: Bernhard Seeger: Rauhreif – Regie: Theodor Popp (Rundfunk der DDR)
- 1966: Manfred Streubel: Nico im Eis – Regie: Joachim Staritz (Kinderhörspiel – Rundfunk der DDR)
- 1967: Eberhard Fensch: Spätschicht – Regie: Helmut Hellstorff (Hörspiel – Rundfunk der DDR)
- 1967: Hans Siebe: Spuren im Sand (Klinke) – Regie: Joachim Staritz (Kriminalhörspiel – Rundfunk der DDR)
- 1968: Ion Druze: Wenn der Hahn kräht – Regie: Helmut Molegg (Hörspiel – Rundfunk der DDR)
- 1969: Emmanuel Roblès/Philippe Derrez: Männerarbeit – Regie: Edgar Kaufmann (Hörspiel – Rundfunk der DDR)
- 1969: Claude Prin: Potemkin 68 (Arbeiter) – Regie: Edgar Kaufmann (Hörspiel – Rundfunk der DDR)
- 1970: Werner Gawande: Die Kündigung (Wolf Germer) – Regie: Joachim Staritz (Hörspiel – Rundfunk der DDR)
- 1973: Hans Christian Andersen: Die wilden Schwäne / Der Schweinehirt (2. Diener / 2. Erzähler) – Regie: Edgar Kaufmann, Barbara Plensat (Kinderhörspiel – Litera)
- 1974: Hans-Jürgen Bloch: Hundert Mark für eine Unterschrift (Charly) – Regie: Joachim Staritz (Hörspielreihe: Tatbestand, Nr. 4 – Rundfunk der DDR)
- 1974: Gerhard Jäckel: Heute nicht (Telefonmann) – Regie: Joachim Gürtner (Hörspielreihe: Neumann, zweimal klingeln – Rundfunk der DDR)
- 1975: Brüder Grimm: Der gestiefelte Kater (Mann) – Regie: Dieter Scharfenberg (Kinderhörspiel – Litera)
- 1976: Adolf Glaßbrenner: Antigone in Berlin (Zuschauer im Parkett) – Regie: Werner Grunow (Hörspiel (Kunstkopf) – Rundfunk der DDR)
- 1976: Raymond Chandler: Gefahr ist mein Geschäft (Frisky) – Regie: Werner Grunow (Kriminalhörspiel – Rundfunk der DDR)
- 1977: Samuil Marschak: Das Katzenhaus (Herr Bokowitsch, ein alter Ziegenbock) – Regie: Jürgen Schmidt (Kinderhörspiel – Litera)
- 1978: Erich Schlossarek Der Aufschub – Regie: Christoph Schroth (Hörspiel – Rundfunk der DDR)
- 1978: Helmut Bez: Jutta oder die Kinder von Damutz – Regie: Fritz Göhler (Hörspiel – Rundfunk der DDR)
- 1978: Ingrid Hahnfeld: Vom Aberheiner – Regie: Achim Scholz (Kinderhörspiel – Rundfunk der DDR)
- 1979: Charles Dickens: Der ungebetene Gast – Regie: Horst Liepach (Kinderhörspiel – Rundfunk der DDR)
- 1979: Brüder Grimm: König Drosselbart (Baron) – Regie: Heiner Möbius (Kinderhörspiel – Litera)
- 1980: Joachim Walther: Bewerbung bei Hofe (Hofschneider) – Regie: Fritz Göhler (Hörspiel – Rundfunk der DDR)
- 1980: Elisabeth Panknin: Prinz Rosenrot und Prinzessin Lilienweiß oder die bezauberte Lilie (Bär) – Regie: Joachim Staritz (Kinderhörspiel – Rundfunk der DDR)
- 1980: Volksbuch: Fortunatus’ Glückssäckel oder die Kunst, reich zu sein (Marquis) – Regie: Andreas Scheinert (Hörspiel – Litera)
- 1982: Peter Hacks: Das Windloch – Geschichten von Henriette und Onkel Titus (Parkwächter) – Regie: Fritz Göhler (Kinderhörspiel – Litera)
- 1983: Hans Christian Andersen: Die Schneekönigin (Waldkrähe) – Regie: Rainer Schwarz (Kinderhörspiel – Litera)
- 1983: Sándor Sáfár/Zoltán Jékely: Wie der Zigeunerseppl ein Gauner wurde (Pfarrer) – Regie: Andreas Scheinert (Kinderhörspiel – Litera)
- 1985: Volksbuch: Till Eulenspiegels mehrsteils wohlige Nacht in der Herberg zu Kneiteln (1. Dieb) – Regie: Andreas Scheinert, Jürgen Schmidt (Hörspiel – Litera)
- 1986: Wilhelm Hauff: Das kalte Herz (Sonnenwirt) – Regie: Rainer Schwarz (Kinderhörspiel – Litera)
- 1989: Gerhard Rentzsch: Szenen vom Lande – Regie: Karlheinz Liefers (Hörspielreihe: Augenblickchen Nr. 1 – Rundfunk der DDR)
- 1989: Luise Rinser: Detektivin Susi löst einen ungewöhnlichen Fall (Polizist) – Regie: Manfred Täubert (Kinderhörspiel – Rundfunk der DDR)
- 1989: Alexej Tolstoi: Gevatter Naúm (Zwerg) – Regie: Rainer Schwarz (Kinderhörspiel – Litera)

## Theater
- 1960: Peter Karvaš: Mitternachtsmesse (N.N.) – Regie: Ernst Kahler (Deutsches Theater Berlin, Kammerspiele)
- 1962: Gerhart Hauptmann: Der Biberpelz (Glasenapp) – Regie: Ernst Kahler (Deutsches Theater Berlin,  Kammerspiele)
- 1962: Peter Hacks (nach Aristophanes): Der Frieden (Sklave) – Regie: Benno Besson (Deutsches Theater Berlin)
- 1965: Jewgeni Schwarz: Der Drache (Heinrich, Sohn des Bürgermeisters) – Regie: Benno Besson (Deutsches Theater Berlin)
- 1966: William Shakespeare: Maß für Maß (Pompejus) – Regie: Adolf Dresen (Deutsches Theater Berlin)
- 1967: Horst Salomon: Ein Lorbaß – Regie: Benno Besson (Deutsches Theater Berlin)
- 1967: Rolf Schneider: Prozeß in Nürnberg (Suzkewer, jüdischer Häftling) – Regie: Wolfgang Heinz (Deutsches Theater Berlin)
- 1968: Martin Sperr: Landshuter Erzählungen – Regie: Erhard Marggraf (Deutsches Theater Berlin)
- 1970: Claus Hammel: Le Faiseur oder Warten auf Godeau – Regie: Hans Bunge/Heinz-Uwe Haus/Hans-Georg Simmgen (Deutsches Theater Berlin)
- 1971: Carlo Gozzi: König Hirsch (Brighella) – Regie: Benno Besson/Brigitte Soubeyran (Volksbühne Berlin)
- 1972: Alfred Matusche: Kap der Unruhe (Schorsch) – Regie: Christoph Schroth (Volksbühne Berlin, Theater im III. Stock)
- 1972: Jacques Offenbach/Herbert Kawan: Die schöne Helena (Kalchas) – Regie: Benno Besson (Volksbühne Berlin)
- 1973: Emil Rosenow: Kater Lampe (Gendarm) – Regie: Helmut Straßburger (Volksbühne Berlin)
- 1973: Peter Hacks: Margarete in Aix – Regie: Benno Besson (Volksbühne Berlin)
- 1973: Henrik Ibsen: Die Wildente (Pettersen, Kammerdiener) – Regie: Manfred Karge und Matthias Langhoff (Volksbühne Berlin)
- 1976: Paul Gratzik: Handbetrieb, UA (Bohrarbeiter Bobbi) – Regie: Helmut Straßburger und Ernstgeorg Hering (Volksbühne Berlin, Sternfoyer)
- 1976: Heiner Müller: Die Bauern (Bauer) – Regie: Fritz Marquardt (Volksbühne Berlin)
- 1978: Heinz Kahlau/Reiner Bredemeyer: Die Galoschenoper (Polizist) – Regie: Friedo Solter (Deutsches Theater Berlin)
- 1979: Friedrich Schiller: Wallenstein (Rittmeister Neumann) – Regie: Friedo Solter (Deutsches Theater Berlin)
- 1980: William Shakespeare: Wie es euch gefällt (Silvius) – Regie: N.N. (Deutsches Theater Berlin)
- 1985: Johannes R. Becher: Winterschlacht (Rundfunkreporter) – Regie: Alexander Lang (Deutsches Theater Berlin)
- 1986: Johann Wolfgang von Goethe: Egmont (Ein Bürger) – Regie: Friedo Solter (Deutsches Theater Berlin)
- 1987: Iwan Turgenjew: Ein Monat auf dem Lande (Schaaf) – Regie: Thomas Langhoff (Deutsches Theater Berlin)
- 1988: Heiner Müller: Der Lohndrücker (Budiker/Kalbshaxe) – Regie: Heiner Müller (Deutsches Theater (Berlin)|Deutsches Theater Berlin)